# Sadziec konopiasty
Sadziec konopiasty, sadziec konopnica (Eupatorium cannabinum L.) – gatunek rośliny z rodziny astrowatych (Asteraceae). Rośnie dziko niemal w całej niemal Europie, w Azji sięgając na wschodzie po Iran i Kazachstan oraz w północno-zachodniej Afyce, w Algierii i Maroku. W Polsce pospolity gatunek rodzimy, nie występuje jednak w wyższych położeniach górskich, nie rośnie w Tatrach. 

## Morfologia

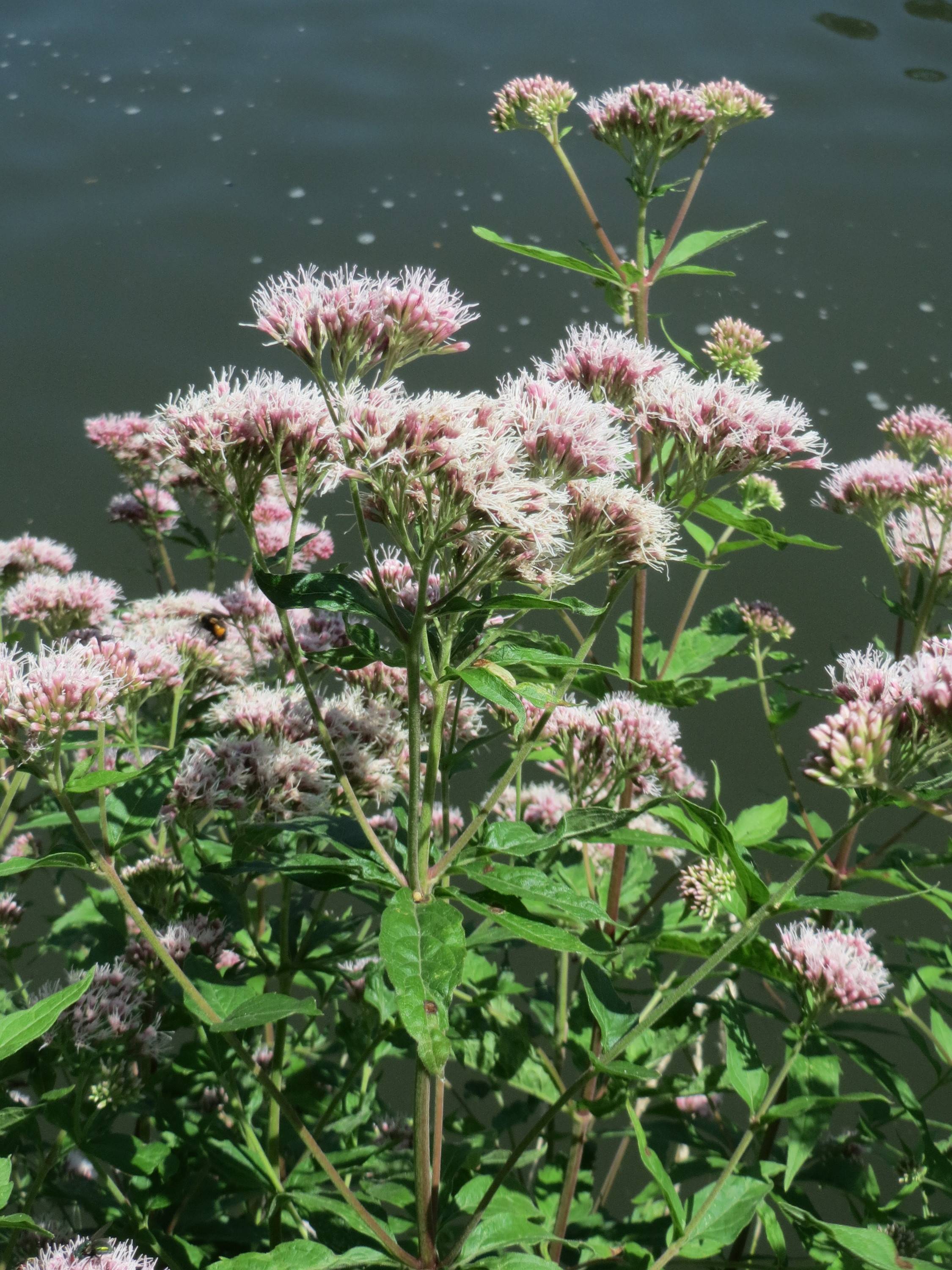
Pokrój kwitnących roślin

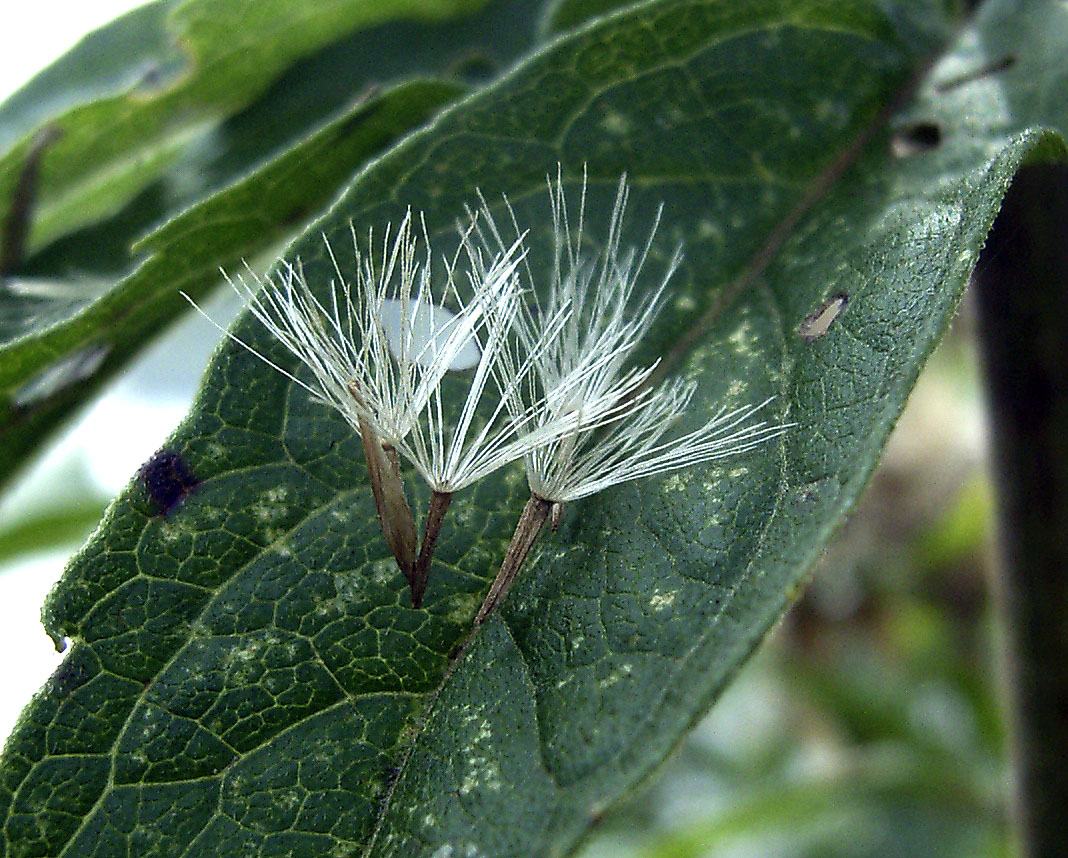
Owoce

PokrójRoślina zielna z grubym kłączem. Łodyga prosto wzniesiona, bruzdowana, wysokości 50–170 cm, górą krótko owłosiona.
LiścieNaprzeciwległe, dłoniasto trójdzielne, odcinki lancetowate, długości 5–15 cm, szerokości 1–4 cm, zaostrzone, nieregularnie, ostro ząbkowane, dolne krótkoogonkowe, górne niekiedy siedzące.
KwiatyObupłciowe, rurkowate, cylindryczne, drobne, długości 5–6 mm, szerokości 1,5–2,5 mm, zebrane w 3–7 kwiatowe koszyczki, tworzące gęste baldachogrona. Listki okrywy koszyczka w dwóch lub trzech szeregach, dachówkowato ustawione, błoniasto owłosione, wewnętrzne lancetowate, zewnętrzne jajowato, delikatnie orzęsione. Słupek z podługowatą zalążnią, szyjka głęboko rozwidlona. Korona kwiatu brudnoróżowa, czasem biała, dość głęboka, z pięcioma lejkowatymi ząbkami. Kielich w postaci puchu (pappus), długości 3–5 mm, włoski ustawione w jednym szeregu.
OwoceNiełupka barwy czerwonobrunatnej, długości 2–3 mm, szerokości 0,5-1 mm.

## Biologia i ekologia
Bylina, hemikryptofit. Kwitnie od lipca do września. Nasiona są rozsiewane przez wiatr (anemochoria). Siedlisko: rośnie nad brzegami wód i rowów, na wilgotnych łąkach oraz na skrajach wilgotnych lasów i w zaroślach. W klasyfikacji zbiorowisk roślinnych gatunek charakterystyczny dla zespołu (Ass.) Calystegio-Eupatorietum i wyróżniający dla związku (All.) Atropion belladonnae. W niektórych ujęciach wyróżniany jest też zespół sadźca konopiastego Eupatorietum cannabini, dla którego także jest gatunkiem charakterystycznym. Liczba chromosomów 2n = 20.

## Zastosowanie
Ze względu na ładne kwiatostany bywa uprawiany jako rośliny ozdobne. Oprócz formy typowej uprawiane są wyhodowane przez ogrodników bardziej ozdobne kultywary. Jest odporny na mróz (strefy mrozoodporności 5-9). Wymaga żyznej i przepuszczalnej gleby oraz słonecznego stanowiska. Rozmnaża się z sadzonek wytwarzanych latem, przez wysiew nasion wiosną lub przez podział jesienią. Po przekwitnięciu obcina się kwiatostany.